# Dhampur
Dhampur é uma cidade e um município no distrito de Bijnor, no estado indiano de Uttar Pradesh.

## Geografia
Dhampur está localizada a 29° 19′ N, 78° 31′ L. Tem uma altitude média de 216 metros (708 pés).

## Demografia
Segundo o censo de 2001, Dhampur tinha uma população de 46,855 habitantes. Os indivíduos do sexo masculino constituem 53% da população e os do sexo feminino 47%. Dhampur tem uma taxa de literacia de 65%, superior à média nacional de 59.5%: a literacia no sexo masculino é de 68% e no sexo feminino é de 60%. Em Dhampur, 15% da população está abaixo dos 6 anos de idade.